# Napoleon Hill

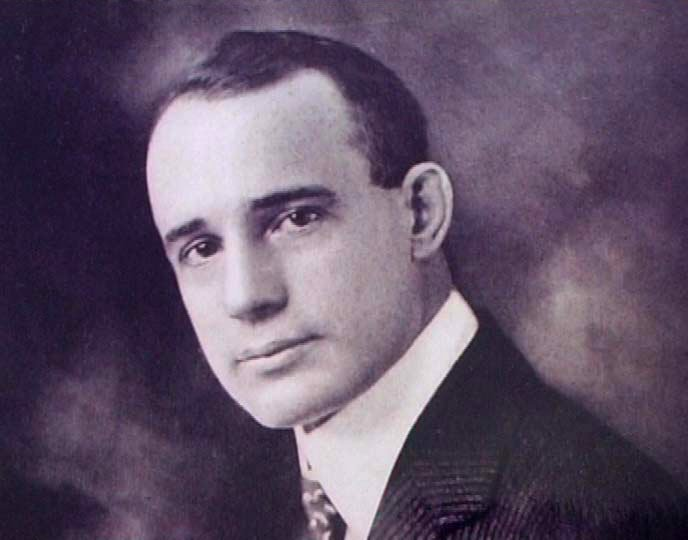
Napoleon Hill în 1904

Oliver Napoleon Hill (26 octombrie 1883 – 8 noiembrie 1970) a fost un autor american de cărți de literatură motivațională. Opera sa cea mai celebră, De la Idee la Bani, este una dintre cele mai bine vândute cărți din toate timpurile. Cercetările întreprinse de Hill au vizat credințele personale și rolul pe care acestea îl au asupra succesului. Conform cu ce a susținut el însuși, între 1933 și 1936 ar fi fost consilier al președintelui american Franklin D. Roosevelt, lucru care nu poate fi dovedit. „Tot ceea ce mintea unui om poate concepe și crede, poate realiza” este unul dintre citatele cele mai reprezentative ale lui Napoleon Hill. Scrierile sale arată cum se dobândește bogăția și oferă o formulă prin care orice om poate dobândi averi nemăsurate, atât în plan material, cât și spiritual.
Hill este în vremurile noastre un personaj istoric controversat. Acuzat de fraudă, istoricii moderni se îndoiesc de multe din susținerile lui, cum ar fi că l-ar fi întâlnit pe Andrew Carnegie sau că ar fi fost avocat. Gizmodo l-a denumit „cel mai celebru escroc despre care probabil nu știați”.

## Viața și opera
Conform cercetărilor întreprinse de Tom Butler-Bowdon, biograful său, Napoleon Hill s-a născut într-o casă mică din orașul Pound, din Virginia de Sud. Mama sa a murit când Napoleon avea 10 ani, iar tatăl său s-a recăsătorit doi ani mai târziu. La vârsta de 13 ani, Hill a început să lucreze ca reporter pentru un ziar de provincie din Wise County, Virginia. Și-a folosit, mai târziu, abilitățile de reporter pentru a intra la Școala de Drept, dar a fost nevoit să renunțe la studii din cauza situației financiare deficitare.

### Influența exercitată de Andrew Carnegie

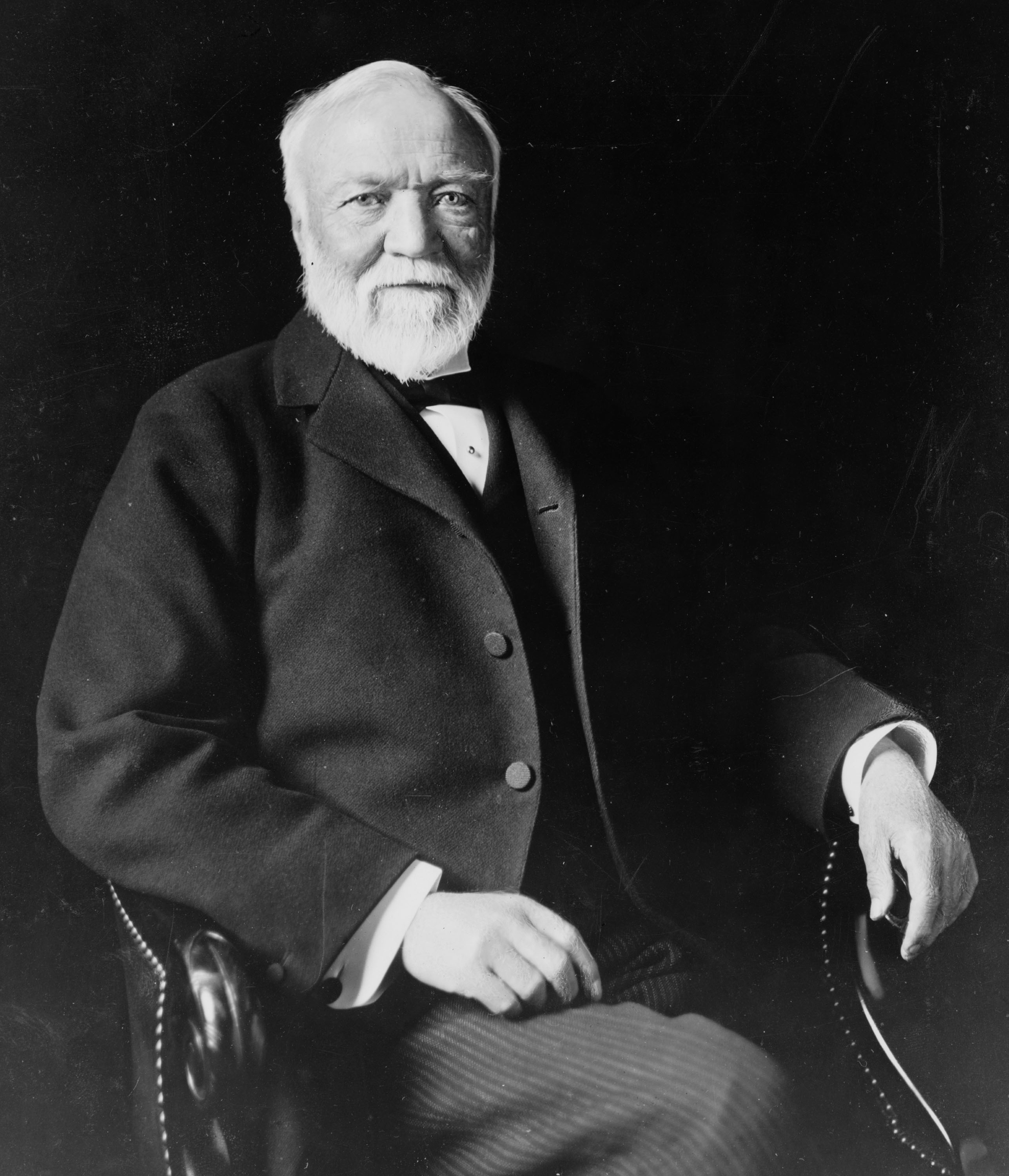
Andrew Carnegie

Hill considera că întâmplarea care i-a schimbat complet viața a avut loc în 1908, când a fost angajat să scrie o serie de articole despre oamenii faimoși și de succes. Astfel, după propriile spuse i-ar fi luat un interviu lui Andrew Carnegie. La acea vreme, Carnegie era unul dintre cei mai bogați oameni din lume. Acesta i-ar fi împărtășit lui Hill convingerea sa că procesul succesului poate fi sintetizat într-o formulă simplă, pe care orice om ar fi capabil să o înțeleagă și să o aplice. Impresionat de personalitatea lui Napoleon Hill, Carnegie l-ar fi întrebat dacă este dispus să pună cap la cap toate informațiile, să intervieveze peste 500 de bărbați și femei de succes, mulți dintre ei având averi foarte mari, în scopul de a descoperi și publica formula succesului. Conform istoricului David Nasaw, biograful lui Carnegie, nu există dovezi că Hill l-ar fi întâlnit vreodată pe Carnegie.

### Eșecul în afaceri și acuzațiile de fraudă
Hill s-a mutat în Mobile, Alabama în 1907, acolo a fost co-fondator al Acree-Hill Lumber Company. În octombrie 1908, ziarul The Pensacola Journal a raportat despre compania sa că poate fi responsabilă pentru faliment și fraudă poștală. Ziarul a raportat că organizația de cherestea a lui Hill a cumpărat cherestea din afara localității Mobile, inclusiv alte ținuturi din Alabama și chiar din Florida, înainte de a vinde cheresteaua „la un preț mult mai mic decât cel practicat actualmente, fără a obține profituri”.
În luna mai 1909, Hill s-a mutat în Washington D.C. și a inițiat „Automobile College of Washington”, unde instruia elevii să construiască, șofeze și să vândă automobile. Colegiul a asamblat automobile pentru Carter Motor Corporation, care a declarat faliment la începutul lui 1912. În luna aprilie 1912, magazinul auto Motor World a acuzat colegiul lui Hill de a fi o escrocherie care se baza pe materiale de marketing înșelătoare care ar fi considerate „o glumă de către oricine are o inteligență medie”. Colegiul de automobile al lui Hill a încetat afacerile în acel an.
În iunie 1910, în timp ce conducea colegiul său de automobile, Hill s-a căsătorit cu prima lui nevastă, Florence Elizabeth Horner. Cuplul a avut primul copil, James, în 1911, un al doilea copil numit Napoleon Blair în 1912 și un al treilea fiu, David, în 1918. După ce s-a terminat cu colegiul de automobile, Hill s-a mutat la Lumberport, West Virginia cu familia nevestei sale. S-a mutat ulterior la Chicago și a acceptat o slujbă la LaSalle Extension University înainte de a deveni cofondator al unei afaceri cu dulciuri numite Betsy Ross Candy Shop.
În septembrie 1915, Hill a fondat și funcționat ca decan al unei noi școli din Chicago, „George Washington Institute of Advertising”, unde intenționa să predea principiile succesului și încrederii in sine. La data de 4 iunie 1918, Chicago Tribune a raportat știrea că statul Illinois a emis două mandate de arestare pe numele lui Hill, care a fost acuzat de încălcarea blue sky law⁠(en)[traduceți] prin a vinde fraudulos acțiunile școlii sale la o capitalizare de 100 000 dolari, în pofida faptului că proprietățile școlii erau estimate la doar 1200 dolari. Școala s-a închis rapid după aceea.
Ulterior Hill a susținut că a fost consilier al președintelui Woodrow Wilson în timpul Primului Război Mondial.
După sfârșitul George Washington Institute, Hill a pornit la alte isprăvi de afaceri. El a deschis magazine de dezvoltare personală cum ar fi Hill's Golden Rule și Napoleon Hill's Magazine. În 1922, Hill a fondat de asemenea Intra-Wall Correspondence School, o fundație caritabilă menită să ofere materiale educaționale deținuților din Ohio. Fundația a fost condusă, printre alții, de falsificatorul de cecuri și fostul deținut Butler Storke, care a fost trimis din nou la închisoare în 1923. Conform biografiei oficiale a lui Hill în această perioadă sute de documente care-l legau pe Hill de celebrități ar fi fost distruse într-un incendiu dintr-un depozit din Chicago. De aceea el nu a putut prezenta dovezi că i-ar fi întâlnit pe acești oameni.
Școala Succesului, o universitate a sa, proprie, a dat faliment în 1929, în cursul crizei bancare. A fost aproape mereu lefter până la vârsta de 60 ani, deoarece averea primei lui soții a tocat-o rapid, iar un succes comercial s-a topit în criza bancară, în acel faliment.

### Dubii
În cursul cercetărilor întreprinse de Hill, acesta ar fi luat, conform propriilor spuse, interviuri multor oameni celebri și bogați ai vremii, printre care se numără Thomas Edison, Alexander Graham Bell, George Eastman, Henry Ford, Elmer Gates, John D. Rockefeller, Sr., Charles M. Schwab, F.W. Woolworth, William Wrigley Jr., John Wanamaker, William Jennings Bryan, Theodore Roosevelt, William H. Taft și Jennings Randolph. Hill a susținut în mod nedemonstrabil că ar fi fost consilier pentru doi președinți americani, Woodrow Wilson și Franklin Delano Roosevelt. Totuși, conform cu cel puțin o sursă recentă, nu există dovezi că Hill i-ar fi întâlnit pe acești oameni, cu excepția lui Thomas Edison.
Napoleon Hill a susținut că l-ar fi ajutat pe președintele Wilson să negocieze capitularea Germaniei în Primul Război Mondial, dar nu există dovezi despre asta. A susținut că l-ar fi ajutat pe F.D. Roosevelt să-și scrie discursurile radiofonice devenite celebre, dar iar nu există dovezi. A susținut că ar fi fost avocat, dar biografia sa oficială notează „nu există vreun document care să arate că el ar fi prestat servicii legale altora.” Nu sunt cunoscute documente în care Hill intervieva bărbații celebri pe care susținea că i-ar fi intervievat, cum ar fi Charles M. Schwab, Theodore Roosevelt, John D. Rockefeller, Edwin C. Barnes și Alexander Graham Bell. Hill susținea că documentele s-au pierdut într-un incendiu. Până la vârsta de aproximativ 60 ani Hill nu avusese parte de succes financiar, deși dormise la hoteluri de lux pe banii nevestei, care rămăsese să doarmă la rude.
În momentele sale de reflexie în urma eșecurilor in afaceri, Hill admitea că scopurile lui erau nerealiste și că devenise un șarlatan. În 1925, într-un moment de disperare a dorit să obțină o slujbă obișnuită.

### Filozofia Împlinirii
Soiul de cărți în care marii industriași explicau secretele propriilor succese erau deja bine vândute înainte de a scrie el așa ceva. De exemplu, cartea lui Dale Carnegie pe tema succesului în afaceri se vindea bine în 1937.
Ca rezultat al cercetărilor întreprinse, a formulat Filozofia Împlinirii ca soluție pentru dobândirea succesului și trecerea de la sărăcie la bogăție, fiind publicată inițial în 1928 sub forma unui curs intitulat The Law of Success (Legea Succesului). Formula Împlinirii a fost explicată în detaliu și publicată în cursuri de studiu la domiciliu, inclusiv în seria de 17 volume numită Mental Dynamite, până în 1941.
Hill considera că libertatea, democrația, capitalismul și armonia sunt elemente importante ale Filozofiei Împlinirii. În scrierile sale, a afirmat că acestea sunt elemente de bază care susțin împlinirea succesului personal. Emoțiile negative nu își găsesc loc în această filozofie, Hill considerându-le surse ale eșecului și insuccesului.
Secretul împlinirii, al succesului, a fost menționat în cartea Think and Grow Rich (De la Idee la Bani), dar nu a fost nicăieri identificat explicit. Prin această prezentare voalată, Hill a vrut să îi încurajeze pe cititori în a găsi forma și conținutul care rezonează cel mai bine cu ei înșiși. 
Rosa Lee Beeland, soția lui, l-a ajutat să scrie Think and Grow Rich! Ulterior ea a înaintat divorț, tapându-l de bani. Ea era o femeie foarte atrăgătoare și scrisese cartea Cum să atragi bărbații și banii.
Cărțile lui Napoleon Hill s-au vândut în zeci de milioane de exemplare, dovedind că secretul împlinirii continuă să fascineze și să schimbe vieți.
În prezent, scrierile lui Napoleon Hill continuă să constituie unul dintre nucleele dezvoltării personale și educației pentru dobândirea succesului.
Singurul lui vis care a avut succes a fost acela de a vinde vise altora. Cea mai mare parte a vieții lui, Hill „a fost un geniu al eșecurilor, a avut parte numai de falimente și și-a neglijat soția și copiii”. Conform asociaților săi era „lăudăros, plin de pompă și avea o limbă veninoasă”. Pentru eșecurile în afaceri dădea mereu vina pe alții. De exemplu, ca să se răzbune pe un fost asociat care îi furase afacerea, l-a denunțat că ar fi spion german.